# فرق تسد

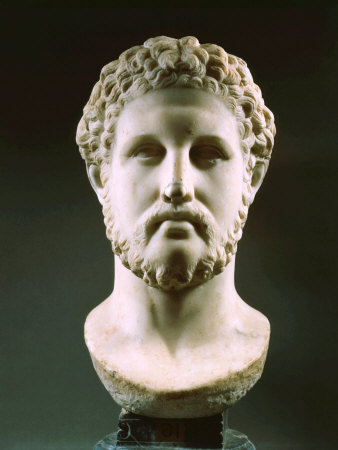
ينسب التقليد شعار (فرق تسد) إلى فيليب الثاني المقدوني.

فَرِّق تَسُدْ هو مصطلح سياسي عسكري أقتصادي الأصل اللاتيني له "divide et impera" ويعني تفريق قوة الخصم الكبيرة إلى أقسام متفرقة لتصبح أقل قوة وهي غير متحدة مع بعضها البعض مما يسهل التعامل معها كذلك يتطرق المصطلح للقوى المتفرقة التي لم يسبق أن اتحدت والتي يراد منعها من الاتحاد وتشكيل قوة كبيرة يصعب التعامل معها. وسياسة فرق تسد ليست بسياسة جديدة بل هي قديمة قدم السياسة نفسها حيث طبقها السومريون والمصريون واليونانيون القدماء لتفكيك قوة أعدائهم وتحييد هذه القوة من خلال توجيهها داخليا واحدة ضد الأخرى.
والاستعمار في شكله الحالي ومنذ نشأته في بداية سبعينيات القرن التاسع عشر طبق هذا الأسلوب القديم في السياسة لنفس الأغراض والأهداف ومن أجل إضفاء الشرعية على احتلاله لبلد ما من خلال الظهور.
ويبدو أن سياسة فرق تسد تأتي بعد مرحلة فرق تغزو، لأن استعباد شعب ما والاستيلاء على أراضيه وثرواته يتطلب أولاً إنهاك قواها العسكرية والاقتصادية لغرض تسهيل العملية وتقليص تكاليفها. وهذا يتم عادة من خلال إثارة الفتنة الطائفية والتحريض على العنصرية ونشر روح الانتقام بين الطوائف والطبقات المكونة لهذا الشعب وإشعال حروب داخلية وخارجية تنتهى بإنهاك قوى كافة الأطراف.

## اتفاقية سايكس بيكو
أشهر المناطق التي رسمت وفق سياسة فرّق تسد، كانت منطقة الهلال الخصيب، التي قُسِّمت بحسب رؤية كلا من سايكس - بيكو، للحيلولة دون قيام اتحاد عربي قوي.